# Hypolimnas
Genre
Hypolimnas est un genre de lépidoptères de la famille des Nymphalidae.
Ses espèces sont principalement répandues en Afrique, en Asie et en Océanie, et l'une d'entre elles (Hypolimnas misippus) est aussi présente en Amérique.

## Historique et dénomination
Le genre Hypolimnas a été décrit par l'entomologiste allemand Jakob Hübner en 1819.
Son espèce type est Papilio pipleis Linnaeus, 1758, qui est un synonyme d’Hypolimnas pandarus (Linnaeus, 1758).
Hypolimnas a les synonymes suivants :
- Esoptria Hübner, [1819]
- Diadema Boisduval, 1832
- Euralia Westwood, [1850]
- Eucalia Felder, 1861

## Liste des espèces
Selon Funet:
- Hypolimnas alimena (Linnaeus, 1758) — en Australie, aux Moluques, en Nouvelle-Guinée et dans les îles environnantes.
- Hypolimnas anomala (Wallace, 1869) — en Indonésie, à Timor et aux Philippines.
- Hypolimnas antevorta (Distant, [1880]) — dans le Nord-Est de la Tanzanie.
- Hypolimnas anthedon (Doubleday, 1845) — en Afrique tropicale, à Madagascar et dans les îles environnantes.
- Hypolimnas antilope (Cramer, [1777]) — de l'Asie du Sud-Est à l'Australasie.
- Hypolimnas arakalulk Semper, 1906 — aux îles Carolines et aux îles Mariannes.
- Hypolimnas aubergeri Hecq, 1987
- Hypolimnas aurifascia Mengel, 1903 — aux Nouvelles-Hébrides.
- Hypolimnas bartelotti Grose-Smith, 1890 — au Cameroun, au Zaïre et dans l'Ouest de l'Ouganda.
- Hypolimnas bolina (Linnaeus, 1758) — en Asie du Sud et du Sud-Est, en Australasie, en Arabie et à Madagascar.
- Hypolimnas chapmani (Hewitson, 1873) — au Nigeria et au Cameroun.
- Hypolimnas deceptor (Trimen, 1873) — sur la côte Est de l'Afrique et à Madagascar.
- Hypolimnas deois (Hewitson, 1858) — en Nouvelle-Guinée et aux Moluques.
- Hypolimnas dexithea (Hewitson, 1863) — à Madagascar.
- Hypolimnas dimona Fruhstorfer, 1912 — aux îles Sula.
- Hypolimnas dinarcha (Hewitson, 1865) — en Afrique tropicale.
- Hypolimnas diomea (Hewitson, 1861) — à Célèbes.
- Hypolimnas errabunda Hopkins, 1927 — aux îles Samoa.
- Hypolimnas euploeoides Rothschild, 1915 — aux îles de l'Amirauté.
- Hypolimnas exiguus Samson, 1980 — aux Îles Salomon.
- Hypolimnas inopinata Waterhouse, 1920 — aux îles Fidji.
- Hypolimnas macarthuri Neidhoefer, 1972
- Hypolimnas mechowi (Dewitz, 1884) — au Zaïre et au Cameroun.
- Hypolimnas misippus (Linnaeus, 1764) — la Nymphale du pourpier — en Afrique ; en Asie du Sud et du Sud-Est et en Australasie ; en Amérique du Sud et aux Caraïbes.
- Hypolimnas monteironis (Druce, 1874) — en Afrique tropicale.
- Hypolimnas octocula (Butler, 1869) — dans plusieurs archipels d'Océanie.
- Hypolimnas pandarus (Linnaeus, 1758) — aux Moluques.
- Hypolimnas pithoeka Kirsch, 1877 — en Nouvelle-Guinée.
- Hypolimnas salmacis (Drury, 1773) — en Afrique tropicale.
- Hypolimnas saundersii (Wallace, 1869) — à Timor et Wetar.
- Hypolimnas usambara (Ward, 1872) — dans l'Est du Kenya et de la Tanzanie.

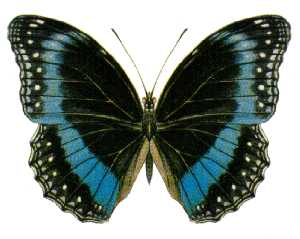
Hypolimnas alimena
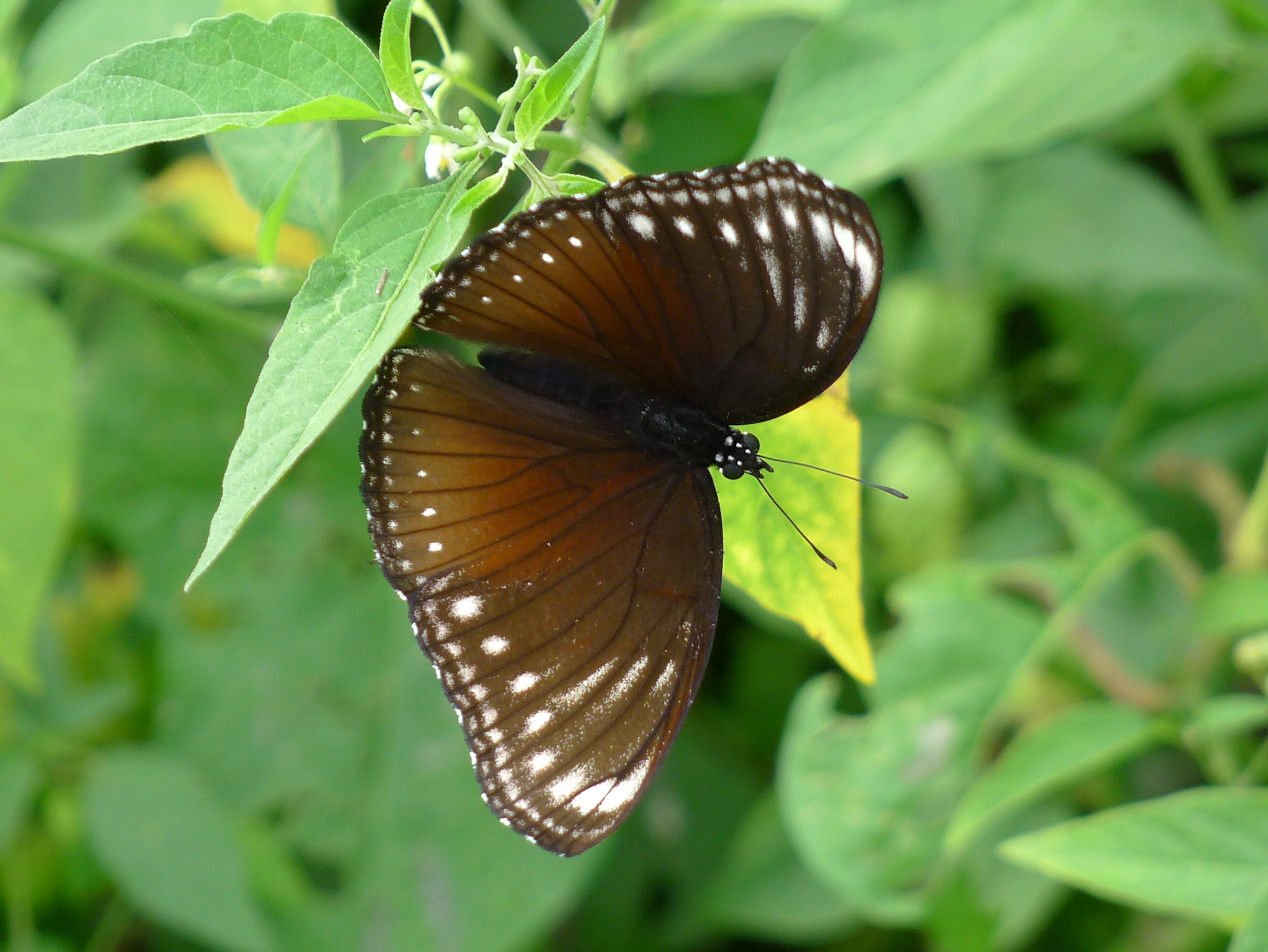
Hypolimnas anomala
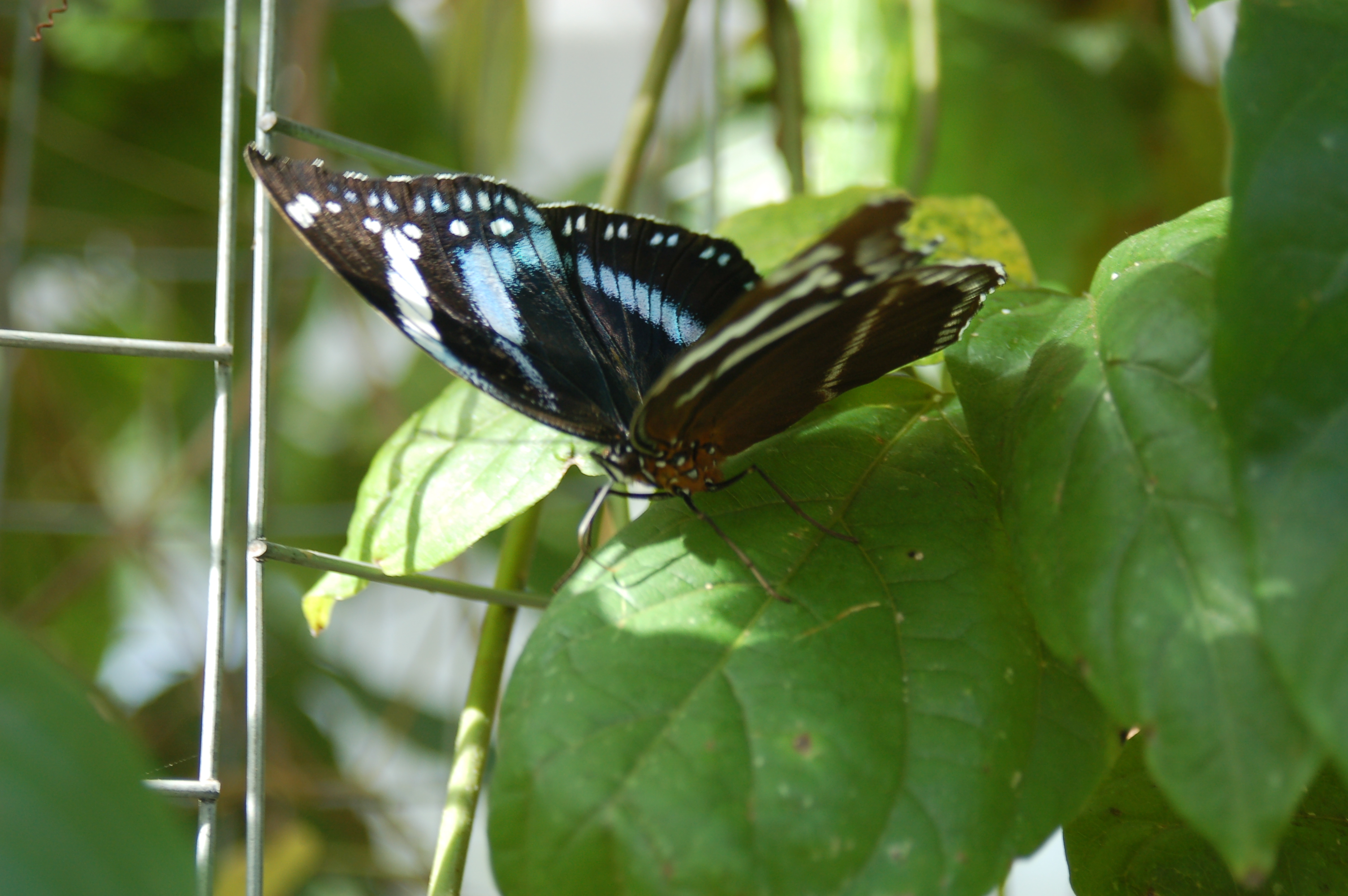
Hypolimnas antevorta
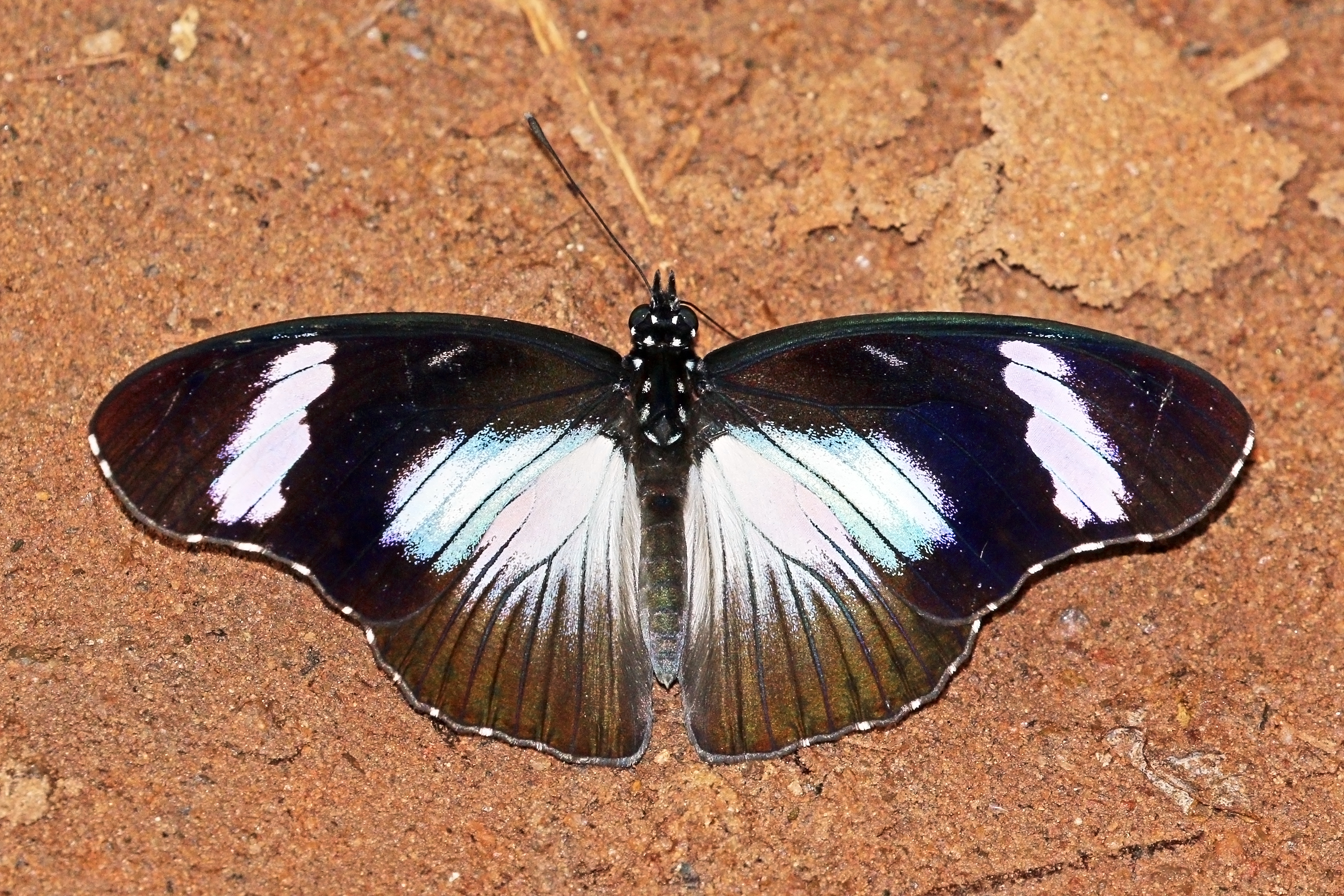
Hypolimnas anthedon
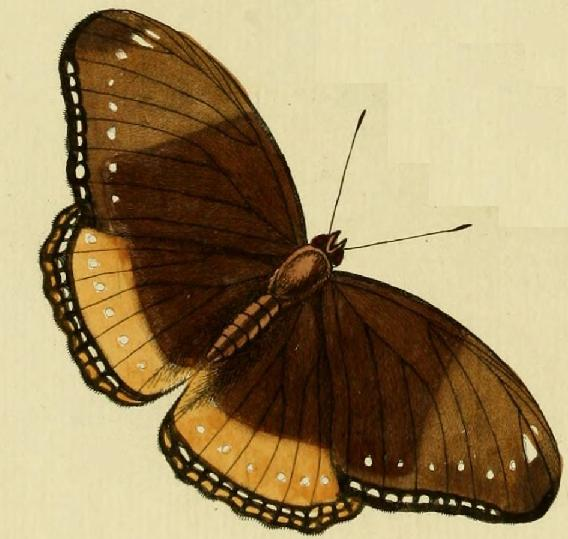
Hypolimnas antilope
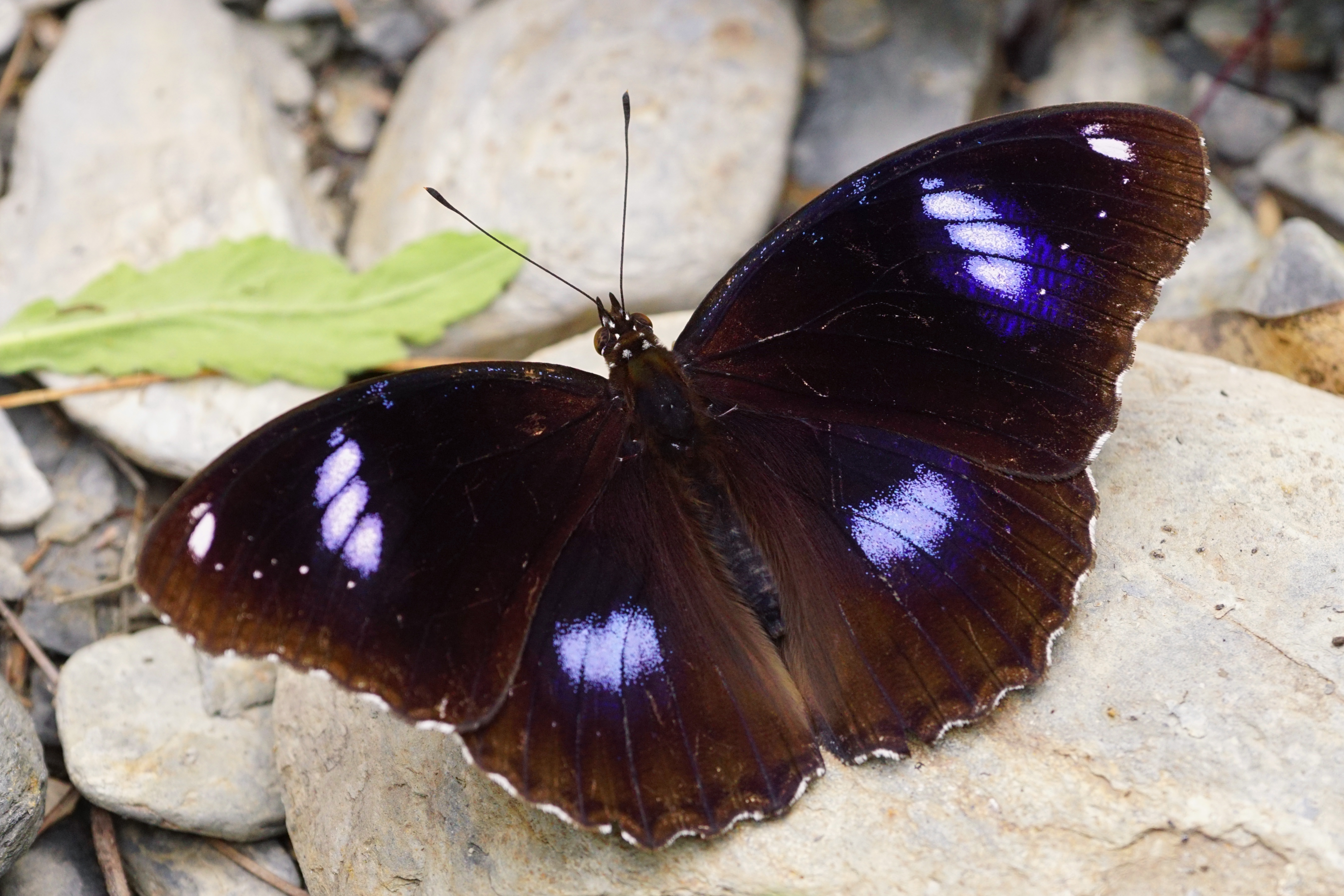
Hypolimnas bolina ♂
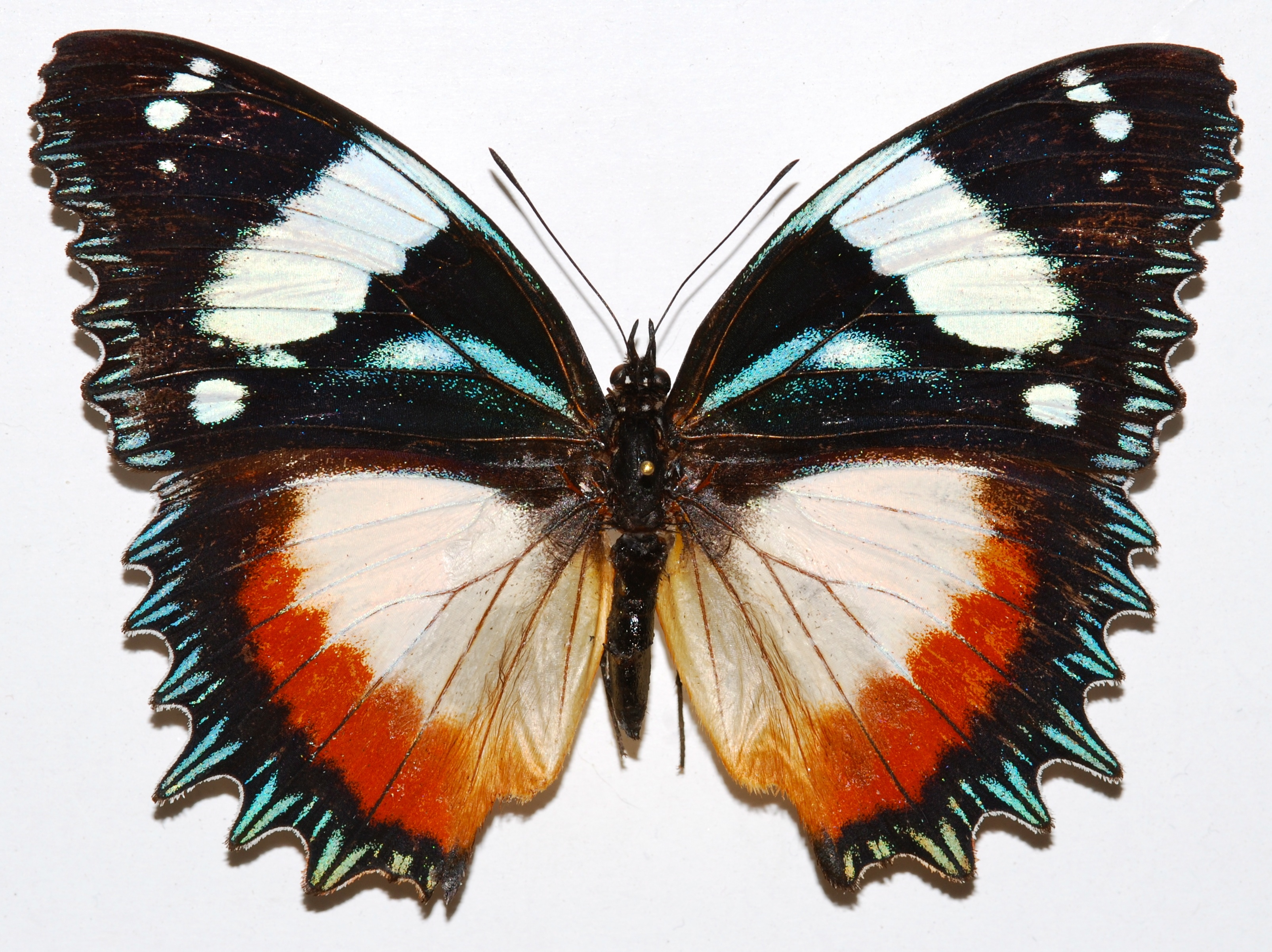
Hypolimnas dexithea
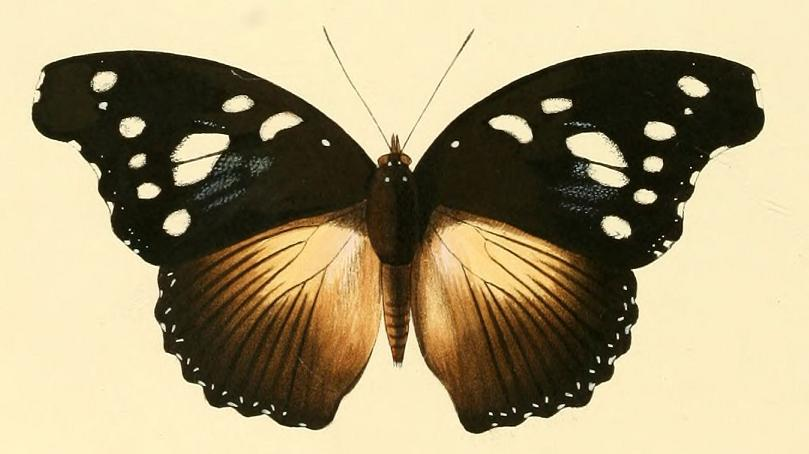
Hypolimnas dinarcha
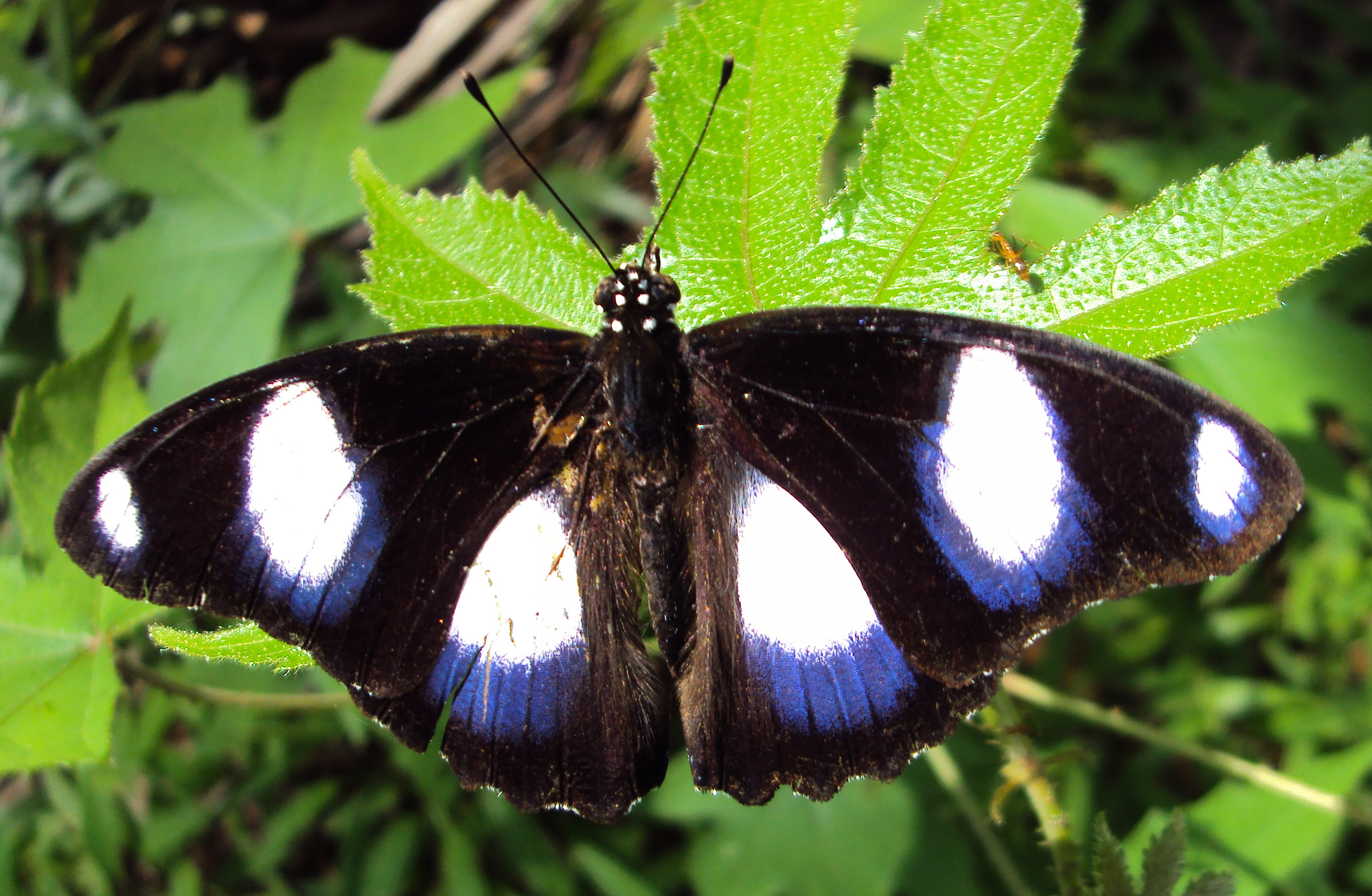
Hypolimnas misippus ♂
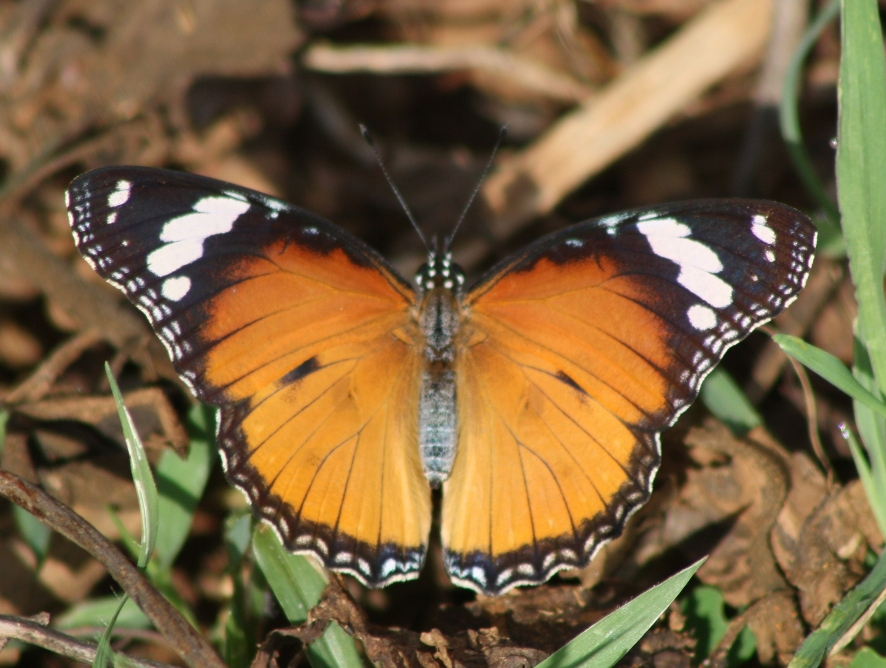
Hypolimnas misippus ♀
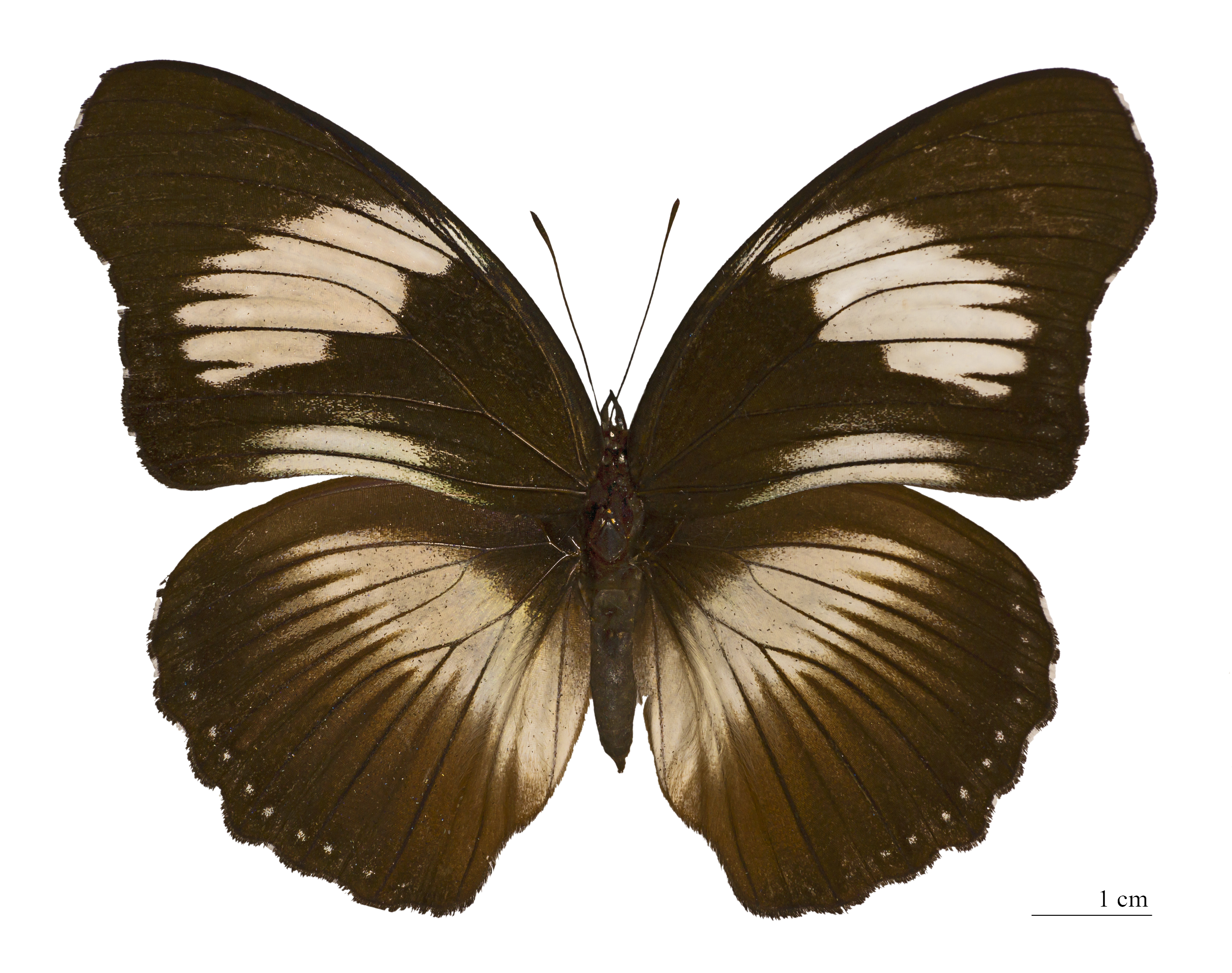
Hypolimnas monteironis ♀
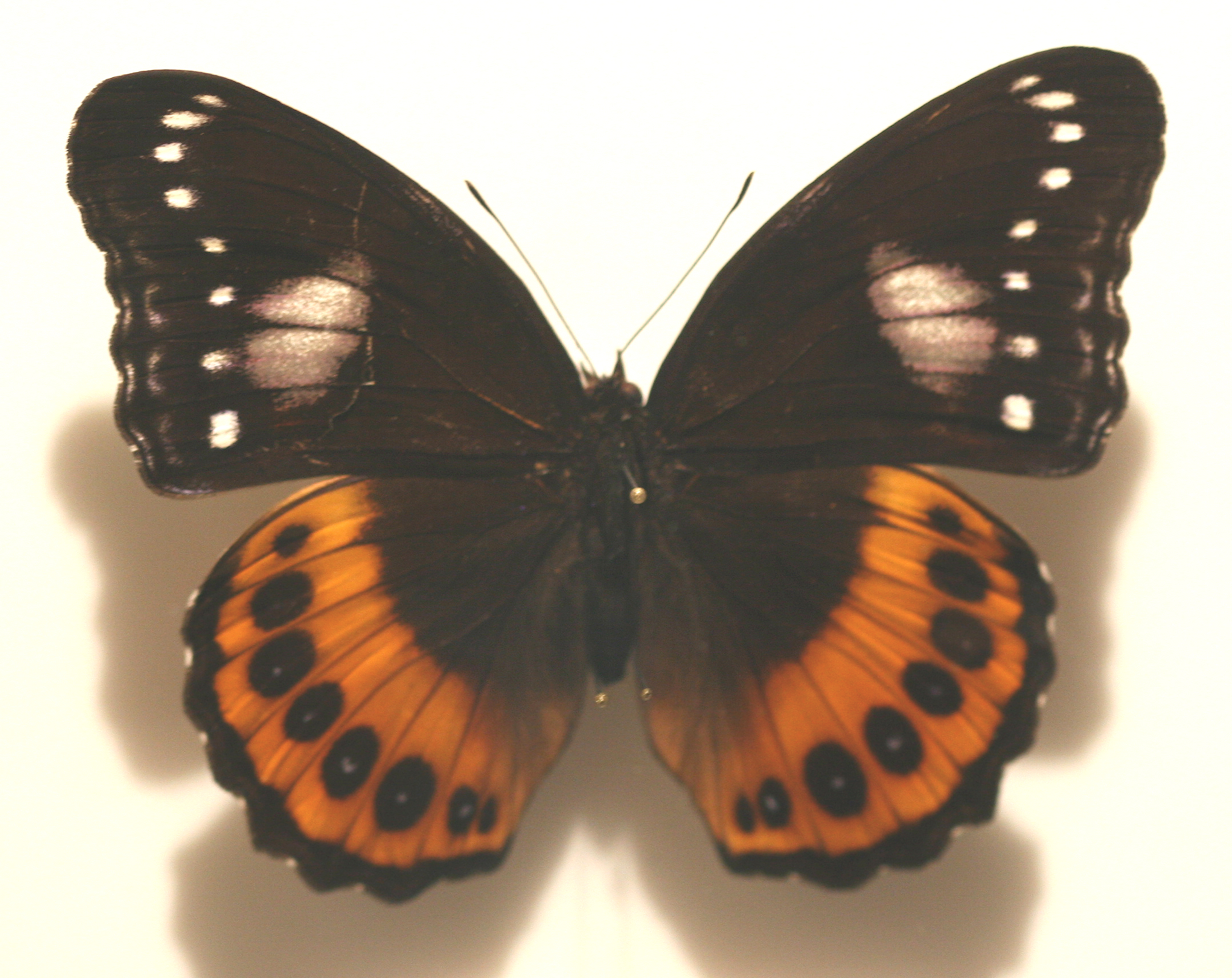
Hypolimnas pandarus
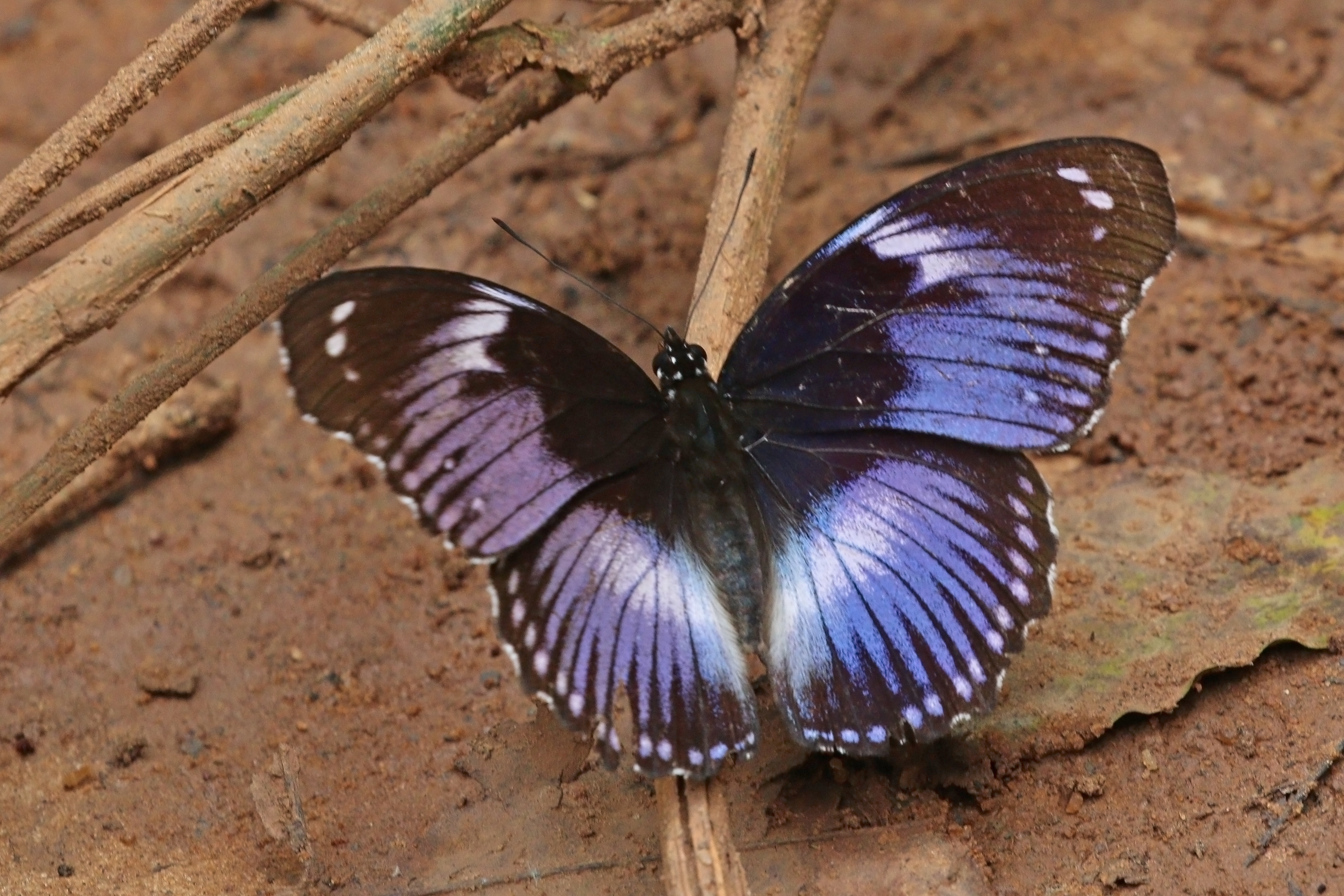
Hypolimnas salmacis
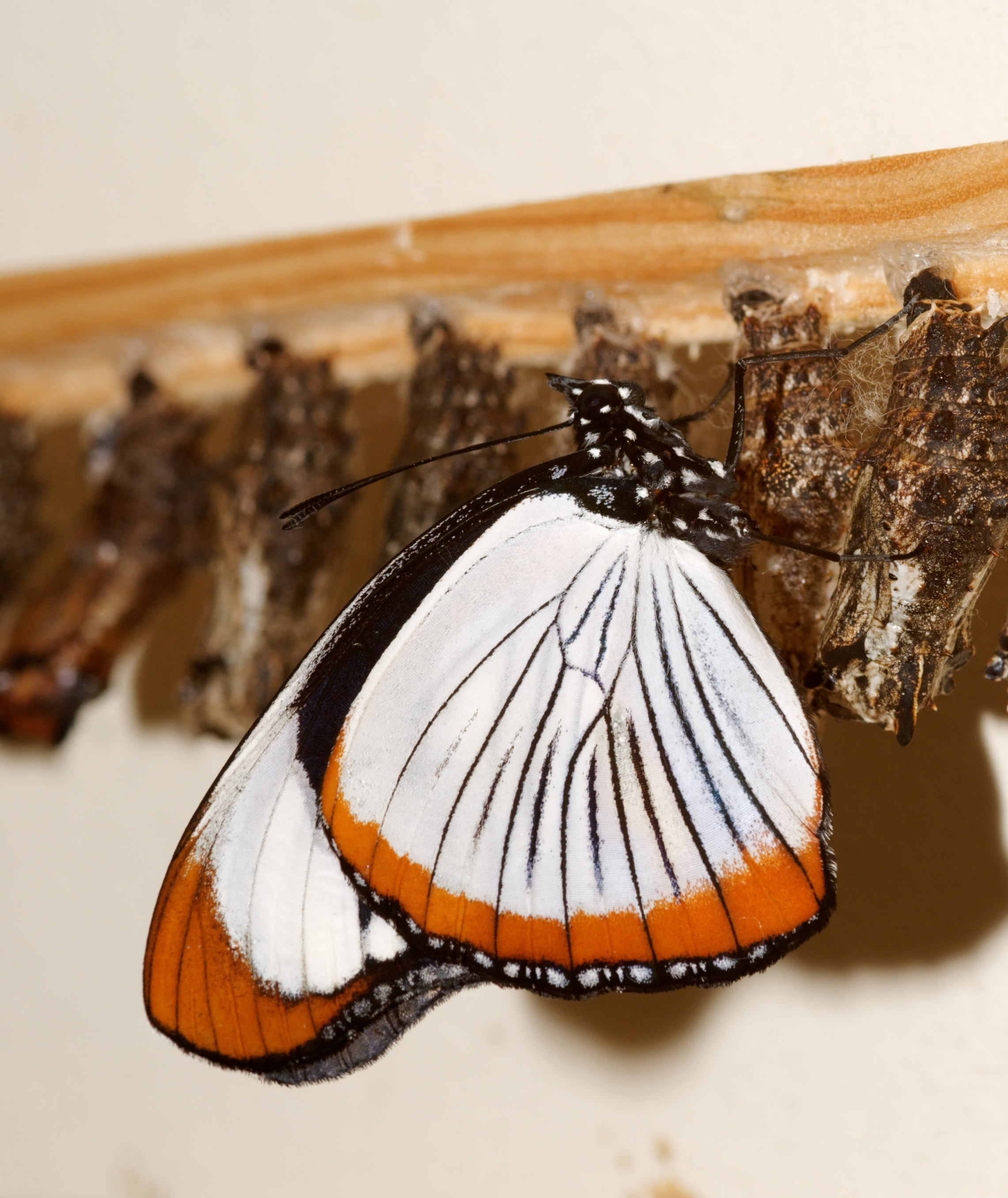
Hypolimnas usambara